# Сельское поселение Красный Строитель
Сельское поселение Красный Строитель — муниципальное образование в Челно-Вершинском районе Самарской области.
Административный центр — посёлок Красный Строитель.

## Административное устройство
В состав сельского поселения Красный Строитель входят:
- посёлок Безводовка,
- посёлок Верхняя Кондурча,
- посёлок Красная Горка,
- посёлок Красный Строитель,
- село Зубовка.